# Joana Konstantinowa
Joana Konstantinowa (bulgarisch Йоана Константинова, englische Schreibweise: Yoana Konstantinova; * 1. Juni 2007) ist eine bulgarische Tennisspielerin.

## Karriere
Konstantinowa spielt bislang hauptsächlich Turniere auf der ITF Women’s World Tennis Tour, wo sie bisher aber noch keinen Titel gewinnen konnte.
2022 trat sie im April erstmals für die bulgarische Billie-Jean-King-Cup-Mannschaft an. Sie spielte zusammen mit Rossiza Dentschewa zwei Doppel, die beide verloren gingen.
2023 und 2024 startete sie bei den Juniorinnenwettbewerben der Grand-Slam-Turniere.

## Karrierestatistik und Turnierbilanz

### Juniorinneneinzel
| Turnier         | 2023 | 2024 | 2025 | Karriere |
| --------------- | ---- | ---- | ---- | -------- |
| Australian Open | 1    | 2    | —    | 2        |
| French Open     | —    | 1    | 1    | 1        |
| Wimbledon       | —    | —    | 2    | 2        |
| US Open         | —    | —    |      | —        |

Zeichenerklärung: S = Turniersieg; F, HF, VF, AF = Einzug ins Finale / Halbfinale / Viertelfinale / Achtelfinale; 1, 2, 3 = Ausscheiden in der 1. / 2. / 3. Hauptrunde; nicht ausgetragen

### Juniorinnendoppel
| Turnier         | 2023 | 2024 | 2025 | Karriere |
| --------------- | ---- | ---- | ---- | -------- |
| Australian Open | 1    | VF   | —    | VF       |
| French Open     | —    | AF   | 1    | AF       |
| Wimbledon       | 1    | —    | 1    | 1        |
| US Open         | —    | —    |      | —        |

Zeichenerklärung: S = Turniersieg; F, HF, VF, AF = Einzug ins Finale / Halbfinale / Viertelfinale / Achtelfinale; 1, 2, 3 = Ausscheiden in der 1. / 2. / 3. Hauptrunde; nicht ausgetragen